# Pterococcus durianus
Pterococcus durianus är en insektsart som först beskrevs av Takahashi 1952.  Pterococcus durianus ingår i släktet Pterococcus och familjen Lecanodiaspididae. Inga underarter finns listade i Catalogue of Life.